# Notiodrassus
Notiodrassus Bryant, 1935 è un genere di ragni appartenente alla famiglia Gnaphosidae.

## Distribuzione
Le 2 specie note di questo genere sono state reperite in Nuova Zelanda.

## Tassonomia
Non sono stati esaminati esemplari di questo genere dal 2010, né sono note sottospecie al 2015.
Attualmente, a dicembre 2015, si compone di 2 specie:
- Notiodrassus distinctus Bryant, 1935[2] — Nuova Zelanda
- Notiodrassus fiordensis Forster, 1979 — Nuova Zelanda